# Haifa bint Faisal
Prinses Haifa bint Faisal (Arabisch: هيفاء بنت فيصل) (geboren 1950) is de vrouw van prins Bandar bin Sultan, de vroegere ambassadeur van Saoedi-Arabië in de Verenigde Staten. Ze is de dochter van koning Faisal van Saoedi-Arabië en de zus van Saoedische minister van Buitenlandse zaken Saoed bin Faisal.
Na de aanslagen van 11 september 2001 werd Bint Faisal ervan verdacht via een zekere Omar al-Bayoumi twee van de kapers te hebben gefinancierd. In april 1998 had namelijk Osama Basnan, een Saoedi die in Californië woonde, aan Bint Faisal geschreven dat zijn vrouw geld nodig had voor een operatie aan de schildklier. Zij stuurde in eerste instantie vijftienduizend euro, en later deed zij meerdere kleine stortingen. In totaal maakte zij in 2002 73.000 dollar over. Dit soort donaties zijn niet ongewoon voor leden van het Huis van Saoed, zij steunen vaker Saoedi's in het buitenland. Dit fenomeen staat binnen de islam bekend als zakat.
De vrouw van Basnan maakte een deel van het geld weer over aan Omar al-Bayoumi. Deze stond in contact met twee van de kapers en ving hen op toen ze in de Verenigde Staten arriveerden. Hij regelde voor hen onder andere een appartement in San Diego, hielp hen bij het openen van een bankrekening en belde vliegscholen in Florida waar het duo vlieglessen kon nemen.
Toen dit  verhaal naar buiten kwam, werd het uitgebreid onderzocht. Een speciale onderzoekcommissie stelde in een voetnoot bij het rapport dat er geen bewijs was gevonden dat Haifa bint Faisal de aanslagplegers "direct of indirect" zou hebben ondersteund. Deze bewering werd verder niet onderbouwd.

## Persoonlijk
Haifa bin Safal trouwde in 1972 met Banda bin Sultan. Het stel heeft vier dochters en vier zonen. Hun dochter Reema bint Bandar Al-Saoed werd in februari 2019 ambassadeur in de VS.